# Ivan Passer
Ivan Passer (ur. 10 lipca 1933 w Pradze, zm. 9 stycznia 2020 w Reno) – czesko-amerykański reżyser filmowy. Jedna z kluczowych postaci czeskiej nowej fali lat 60. XX w. Bliski współpracownik Miloša Formana. Po wydarzeniach praskiej wiosny mieszkał i tworzył w Stanach Zjednoczonych.
W szkole z internatem na zamku w Podiebradach dzielił pokój z Milošem Formanem, Václavem Havlem i Jerzym Skolimowskim.

## Filmografia

### Reżyseria
- Nudne popołudnie (1964; krótki metraż)
- Intymne oświetlenie (1965)
- Urodzony zwycięzca (1971)
- Prawo i bezprawie (1974)
- As z rękawa (1976)
- Srebrny interes (1977)
- Sposób Cuttera (1981)
- Stwórca (1985)
- Nawiedzone lato (1988)
- Stalin (1992)
- Kiedy sprawiedliwość śpi (1994)
- Porwany (1995)
- Drzewo życzeń (1999)
- Piknik (2000)
- Nomad (2005; reż. wspólnie z Siergiejem Bodrowem)

### Scenariusz
- Gdyby tych kapel nie było (1963)
- Konkurs (1963)
- Nudne popołudnie (1964)
- Intymne oświetlenie (1965)
- Miłość blondynki (1965)
- Pali się moja panno (1967)
- Urodzony zwycięzca (1971)
- Prawo i bezprawie (1974)
- As z rękawa (1976)